# セーヴルモン
セーヴルモン （Sèvremont）は、フランス、ペイ・ド・ラ・ロワール地域圏、ヴァンデ県のコミューン。

## 歴史
ボカージュ・ヴァンデン地方にある4つのコミューン、レ・シャトリエ＝シャトーミュール、ラ・フロスリエール、ラ・ポムレ＝シュル＝セーヴル、サン＝ミシェル＝モン＝メルキュールが合併してコミューン・ヌーヴェル（fr、サルコジ政権時代に成立したフランス国家領土改革法によって、合併して誕生したコミューンの名称）となる計画が浮上した。2015年12月15日の県条令no 15-DRCTAJ/2-655によって、2016年1月1日よりコミューンとなった。コミューン・ヌーヴェルの役場所在地はラ・フロスリエールである。